# 龚氏金茅
龚氏金茅（学名：Eulalia leschenaultiana），又稱細稈金茅，为禾本科金茅属下的一个种。

## 扩展阅读
- 維基物種上的相關：龚氏金茅